# Museum Eisenheim

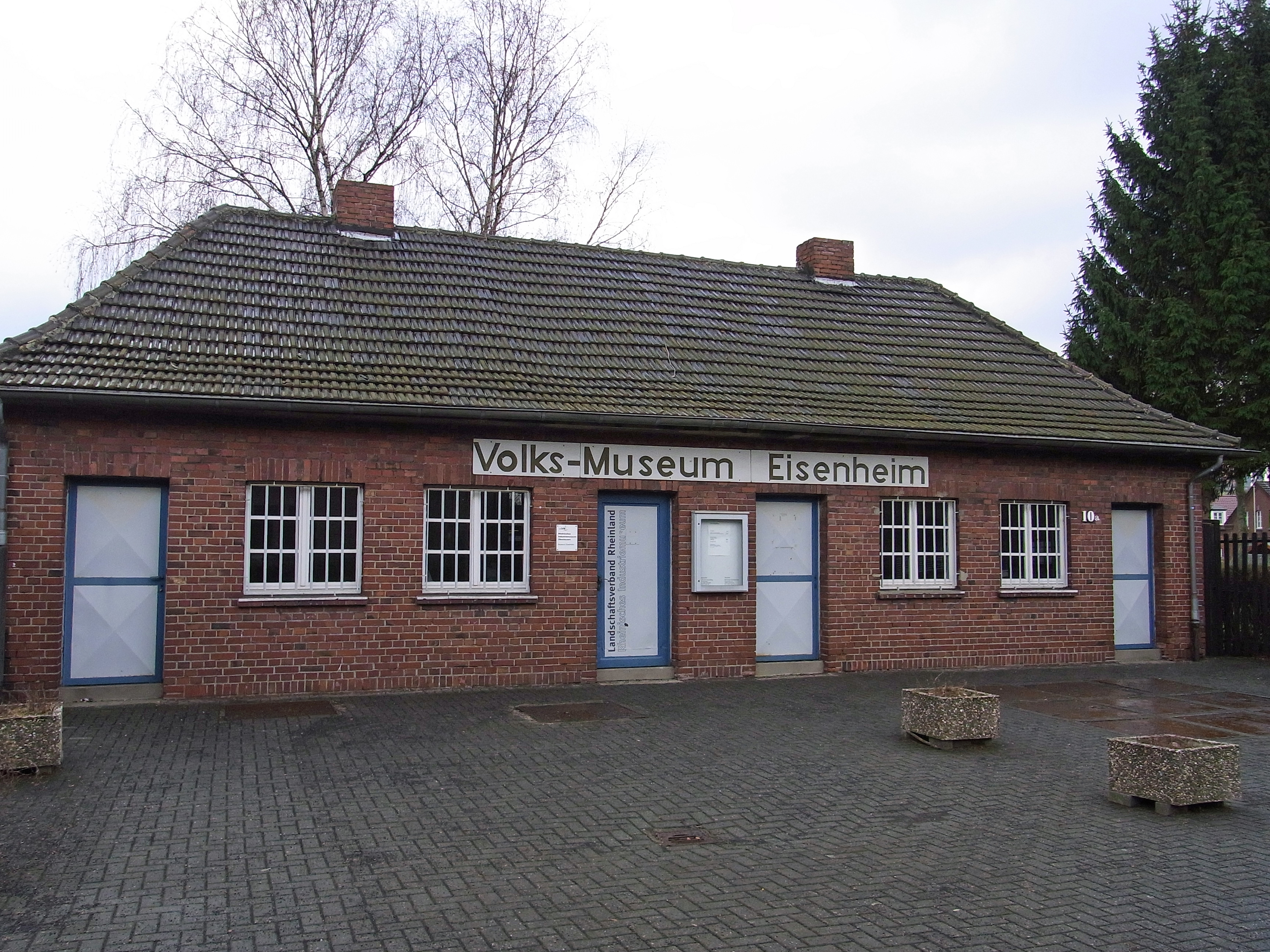
Das Volksmuseum

Das Museum Eisenheim ist eine Außenstelle des LVR-Industriemuseums Oberhausen. Es liegt in der historischen Arbeitersiedlung Eisenheim, einer der ältesten Arbeitersiedlungen im Ruhrgebiet.
Das Museum ist von Ostersonntag bis Ende Oktober an Sonn- und Feiertagen geöffnet. Gruppenführungen finden ganzjährig statt.

## Geschichte
1970 drohte der Arbeitersiedlung Eisenheim der Abriss. Daraufhin bildete sich eine Bürgerinitiative, welche hartnäckig protestierte. Sie erreichte, dass die Siedlung schließlich unter Denkmalschutz gestellt wurde. Anschließend gründete die Eisenheimer Bevölkerung ein Volksmuseum in einem der drei ehemaligen Waschhäuser, in welchem sie Möbel, Alltagsgegenstände und Bilder sammelten. 
Das sozialhistorische Museum wurde 1989 vom Landschaftsverband Rheinland für das LVR-Industriemuseum übernommen. 1996 wurde die Dauerausstellung Eisenheim. Gründung, und Ausbau, Niedergang und Neubeginn der ältesten Arbeitersiedlung im Ruhrgebiet eröffnet, die sich mit der Geschichte der Siedlung beschäftigt. 1999 folgte die Einrichtung einer Museumswohnung in einem der Arbeiterhäuser. Dort ergänzen zahlreiche Fotos und Dokumente die Dauerausstellung.